# Žan Tabak
Žan Tabak (ur. 15 czerwca 1970 w Splicie) – chorwacki koszykarz, występujący na pozycji środkowego, olimpijczyk, mistrz NBA z 1995, po zakończeniu kariery zawodniczej trener koszykarski, obecnie trener Trefla Sopot.

## Historia

### Początki
Žan Tabak swoją karierę rozpoczął w 1985, mając ledwie 15 lat zadebiutował w barwach Jugoplastiki Split. Kilka lat później wraz z Tonim Kukočem i Dino Rađą poprowadził zespół ze Splitu do trzech zwycięstw z rzędu w Eurolidze (1989-1991), wyrównując osiągnięcie ASK Ryga sprzed trzydziestu lat.

### NBA

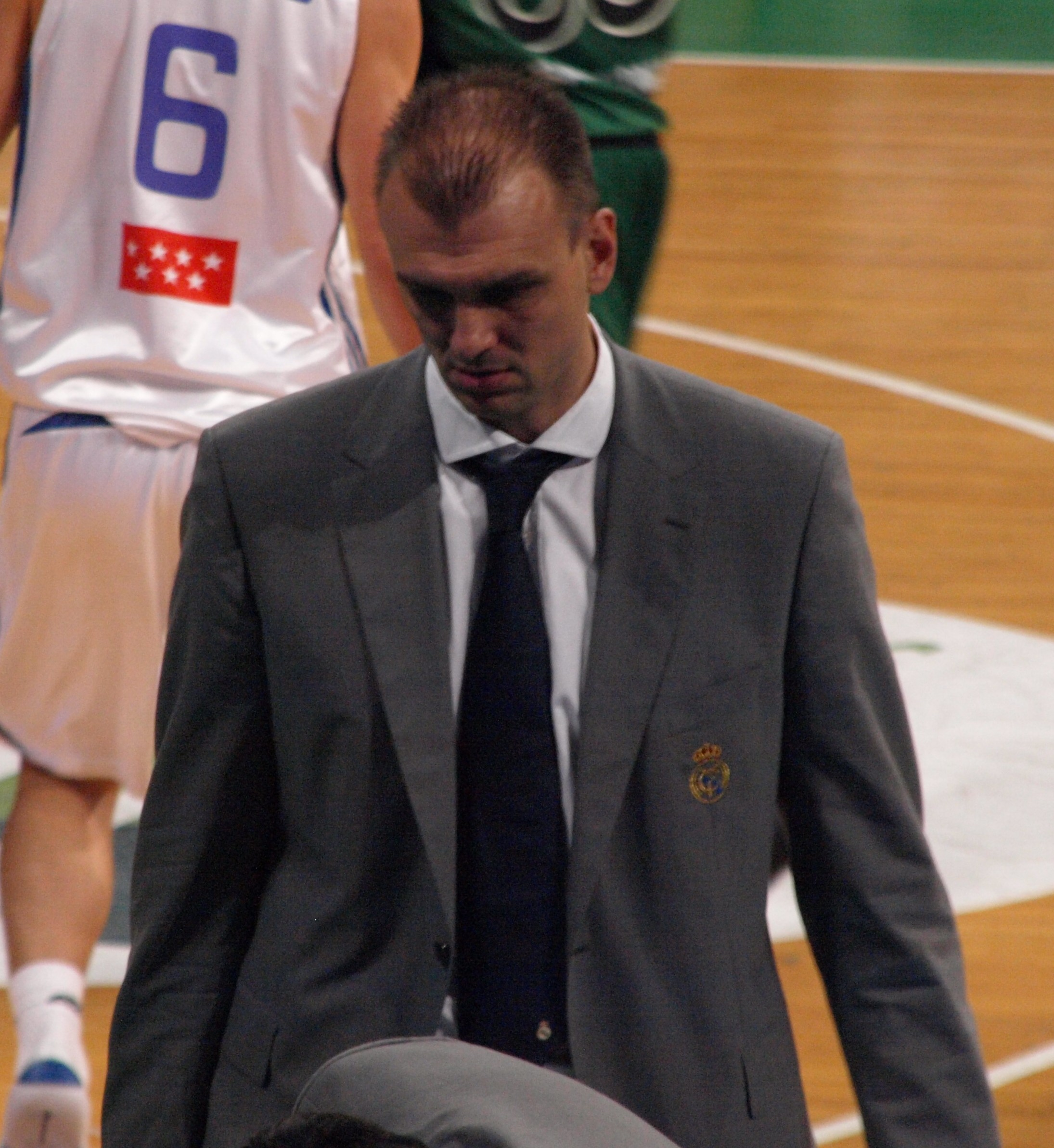
Tabak jako asystent trenera Realu Madryt (2008)

Wkrótce cała trójka Jugoplastiki trafiła do NBA. Rađa w 1989 został wybrany z nr 40. w II rundzie draftu (Boston Celtics), Kukoč rok później z nr 29 w II rundzie (Chicago Bulls), a Tabak w 1991 - II runda, 51 numer, Houston Rockets.
Jednak Tabak do NBA wyjechał trzy lata później, chcąc jeszcze zagrać w Europie – po roku w Splicie, Libertas Livorno i Olimpii Milano. Zanim wyjechał zza ocean, zdążył jeszcze zdobyć dwa medale na międzynarodowych imprezach – srebrny medal na IO w Barcelonie w 1992 roku i brązowy medal na ME w Niemczech w 1993.
W USA grał w czterech zespołach – Houston, Boston Celtics, Toronto Raptors i Indiana Pacers.
Największym sukces odniósł w tym pierwszym zespole, kiedy grając u boku Hakeema Olajuwona i Clyde'a Drexlera zdobył mistrzostwo NBA w 1995.
Ten sam wynik miał szanse powtórzyć pięć lat później, kiedy został zatrudniony w Pacers. Jednak w finale lepszymi okazali się koszykarze z Los Angeles. Po tym sezonie Tabak na dobre wrócił do Europy, gdzie w barwach Unicai Malaga zakończył karierę po sezonie 2004/2005.

### Kariera trenerska
22 lipca 2019 został trenerem Stelmetu ENEA BC Zielona Góra. 15 listopada 2021 opuścił hiszpański Hereda San Pablo Burgos.
9 maja 2022 po raz kolejny w karierze objął stanowisko trenera Trefla Sopot.

## Osiągnięcia
Na podstawie, o ile nie zaznaczono inaczej.

### NBA
- Mistrz NBA (1995)

### Klubowe
- Mistrz:
  - Pucharu Europy Mistrzów Krajowych (1989–1991)
  - Jugosławii (1988–1991)
- Zdobywca pucharu:
  - Hiszpanii (2005)
  - Jugosławii (1990, 1991)
  - Chorwacji (1992)
- Finalista pucharu:
  - Jugosławii (1988, 1989)
  - Hiszpanii (2004)

### Indywidualne
- MVP:
  - pucharu Chorwacji (1992)
  - kolejki ligi ACB (12 - 2003/2004)
- Uczestnik meczu gwiazd ligi hiszpańskiej ACB (2001, 2003)
- Lider:
  - Euroligi w zbiórkach (1999)
  - ligi tureckiej w skuteczności rzutów z gry (1999)

### Reprezentacja
Seniorów
- Wicemistrz igrzysk:
  - olimpijskich (1992)
  - śródziemnomorskich (1993)
- Brązowy medalista mistrzostw Europy (1993)
- Uczestnik:
  - igrzysk olimpijskich (1992, 1996 – 7. miejsce)
  - mistrzostw Europy  (1993, 2001 – 7. miejsce)
  - eliminacji do Eurobasketu (1995, 1999)
- Lider igrzysk olimpijskich w skuteczności rzutów z gry (1996 – 62,5%)[8]

Młodzieżowe
- Mistrz Europy:
  - U–18 (1988)
  - U–16 (1987)

### Główny trener
Drużynowe
- Mistrzostwo Polski (2020, 2024[9])
- Wicemistrzostwo Polski (2021)[10]
- Puchar Izraela (2016)
- Superpuchar Polski (2012, 2020[11])
- Puchar Polski (2021[12], 2023[13])
- 2. miejsce w Superpucharze Polski (2023)[14]

Indywidualne
- Trener roku EBL (2020 – według dziennikarzy[15], 2021 – oficjalnie[16])

#### Asystent
- Mistrzostwo:
  - Euroligi (2015)
  - Eurocup (2007)
  - Hiszpanii (2007, 2015)
- Puchar Hiszpanii (2014, 2015)
- Superpuchar Hiszpanii (2014)

## Ciekawostki
- Ojciec Tabaka był niegdyś czołowym europejskim koszykarzem, jego żona grała w I lidze, a jego młodszy brat również grał profesjonalnie w koszykówce w Chorwacji,
- Jest pierwszym obcokrajowcem w NBA, który zagrał w finałach NBA wraz z dwoma różnymi zespołami,
- W 2006 roku pracował dla New York Knicks jako skaut.
- Od lipca do listopada 2012 był trenerem Trefla Sopot.